# Шоссон, Эрнест
Эрне́ст Шоссо́н (фр. Amédée Ernest Chausson, 20 января 1855—10 июня 1899) — французский композитор и музыкальный деятель, один из виднейших представителей школы Сезара Франка. Будучи очень богатым и респектабельным человеком с мягким характером и прогрессистскими взглядами, Шоссон во многом явился связующим звеном между двумя поколениями противоборствующих музыкальных группировок Парижа конца XIX века. Как убеждённый вагнерист, он противостоял самым рьяным ретроградам Академии, а также поддерживал в лице Дебюсси и Сати такие зарождающиеся новаторские течения как импрессионизм.
Эрнест Шоссон прожил недолгую жизнь и написал не так много сочинений, однако он оставил о себе добрую память и занял прочное, особое место в истории французской музыки.

## Краткий очерк жизни
Эрнест Шоссон родился в Париже в респектабельной и богатой буржуазной семье. Впрочем, его отец сделал своё состояние незадолго до рождения сына, в 1850-х годах на государственных подрядах во время реализации знаменитого плана Эжена Османа по реконструкции центральной части Парижа.
По настоянию отца Шоссон поступает на юридический факультет Парижского университета, и аккуратно учится там, чтобы иметь в будущем «серьёзную профессию». Однако, ни учение, ни будущая профессия его не привлекает. Своим главным занятием Эрнест Шоссон видит литературу, музыку, а также в целом — жизнь в искусстве и около искусства. Первые свои музыкальные сочинения Шоссон пишет под влиянием увлечения своей близкой подругой, мадам де Рессак, меломанки и любительницы пения. Громадное влияние на его ранние опыты оказали также оперы Рихарда Вагнера, «Летучий голландец» и особенно «Тристан и Изольда», восхищение которыми он сохранил до конца своих дней. Получив в 1877 году диплом юриста, два года Шоссон работает адвокатом апелляционного суда, однако новая работа его почти не занимает, и он отбывает службу почти формально.
В эти годы он со всё возрастающим интересом посещает оперные театры, а также аристократические и литературные салоны, где встречается со многими артистами и знаменитостями своего времени. Наибольшее значение для него имеет знакомство в 1878 году с одним из наиболее активных учеников и членов кружка Сезара Франка, молодым композитором и дирижёром, Венсаном д’Энди. Фактически эта встреча в наибольшей степени определила всю оставшуюся жизнь Шоссона и его окончательный выбор в пользу композиторской профессии.
После написания диссертации и получения докторской степени в области права Шоссон окончательно бросает занятия юриспруденцией и в октябре 1879 года (в возрасте почти 25 лет) поступает в Парижскую консерваторию, в класс композиции Жюля Массне. Годом позже по совету Венсана д’Энди он начинает частным образом брать уроки также и у Сезара Франка. К тому времени в его небольшой творческий багаж входит только десяток фортепианных пьес и песен. Кружок Франка, в который входили прежде всего такие молодые музыканты, как Анри Дюпарк, Ги Ропарц и Габриэль Пьерне, в то время активно противостоял Консерваторским кругам и по существу являлся единственной организованной оппозицией консервативной музыкальной Академии. Войдя в этот кружок и сделавшись его активным членом, Шоссон, однако, не поставил себя во враждебное положение к музыкальному истеблишменту, но, как респектабельный и богатый человек с независимыми взглядами, скорее явился связующим звеном между противоборствующими группами.
Оставив обучение в консерватории, Шоссон много и со вкусом путешествует по Европе. В 1882 году, вместе с Венсаном д’Энди, он совершает своё первое паломничество в Байрейт на премьеру музыкальной драмы Рихарда Вагнера «Парсифаль». В том же году Шоссон пишет симфоническую поэму «Вивиан» (спустя пять лет переработанную), в которой уже вполне проявились основные черты его творческой манеры. Именно под влиянием Вагнера, Франка и д’Энди окончательно формируется музыкальный стиль Эрнеста Шоссона. В целом этот стиль можно определить как поздний романтизм, гармонически усложнённый и по-французски лиричный.

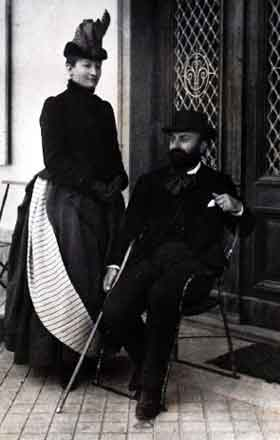
Эрнест Шоссон со своей женой, конец 1880-х.

Состоятельный и респектабельный молодой человек высшего света, в начале 1883 года Эрнест Шоссон к тому же очень удачно женится (по любви) на Жанне Эскудье и таким образом становится близким родственником крупнейшего французского музыкального издателя Анри Леролля (жена Шоссона была родной сестрой Мадлен Леролль, жены основного владельца и главы издательской фирмы). Во второе байройтское путешествие (в 1883 году) Шоссон отправляется слушать оперы Вагнера уже с молодой женой.
Крупное состояние, общительный лёгкий нрав, связи в высших кругах и удачная женитьба окончательно определяют положение Эрнеста Шоссона в музыкальном и художественном бомонде Франции. Почти все его произведения немедленно публикуются в крупнейшем музыкальном издательстве Парижа. Начиная с 1886 года и вплоть до своей смерти в 1899 году, Шоссон (вместе с Венсаном д’Энди) занимает место секретаря, а затем и генерального секретаря Национального Совета Музыки. Он активно пользуется своими связями и положением, чтобы помогать своим друзьям по кружку Франка занять места и должности в культурной элите. Таким образом, именно в конце 1880-х начале 1890-х годов Шоссон участвует в жизни Венсана д’Энди, Ги Ропарца, Габриэля Пьерне, Шарля Борда и многих других молодых прогрессивных музыкантов, не желающих примыкать к консервативной академической среде. Его блестящий буржуазный артистический салон еженедельно посещают такие знаменитости, как композиторы Анри Дюпарк, Габриэль Форе, Клод Дебюсси, и Исаак Альбенис, скрипач Эжен Изаи, певица Полина Виардо, пианист Альфред Корто-Дени, поэт Стефан Малларме, писатель Иван Тургенев и художник Клод Моне. В эти годы Шоссон также положил начало своей крупной коллекции живописи, включающей в основном картины виднейших французских импрессионистов.
Именно в эти годы Шоссон пишет самые яркие и значительные свои сочинения. До сих пор известностью пользуется его трёхчастная симфония B-dur, op. 20 (1890) и особенно — «Поэма для скрипки с оркестром» (1896), которая регулярно исполняется и входит в репертуар виднейших скрипачей мира.
Во многом благодаря личному участию Эрнеста Шоссона, либерала и прогрессиста (цукунфиста) по взглядам, в эти годы была нарушена иссушающая монополия консервативных кругов консерватории и Академии на музыкальную и концертную жизнь. При его активном содействии Венсан д’Энди и Шарль Борд организуют свою знаменитую «Школу канторум», а Ги Ропарц становится директором консерватории Нанси.

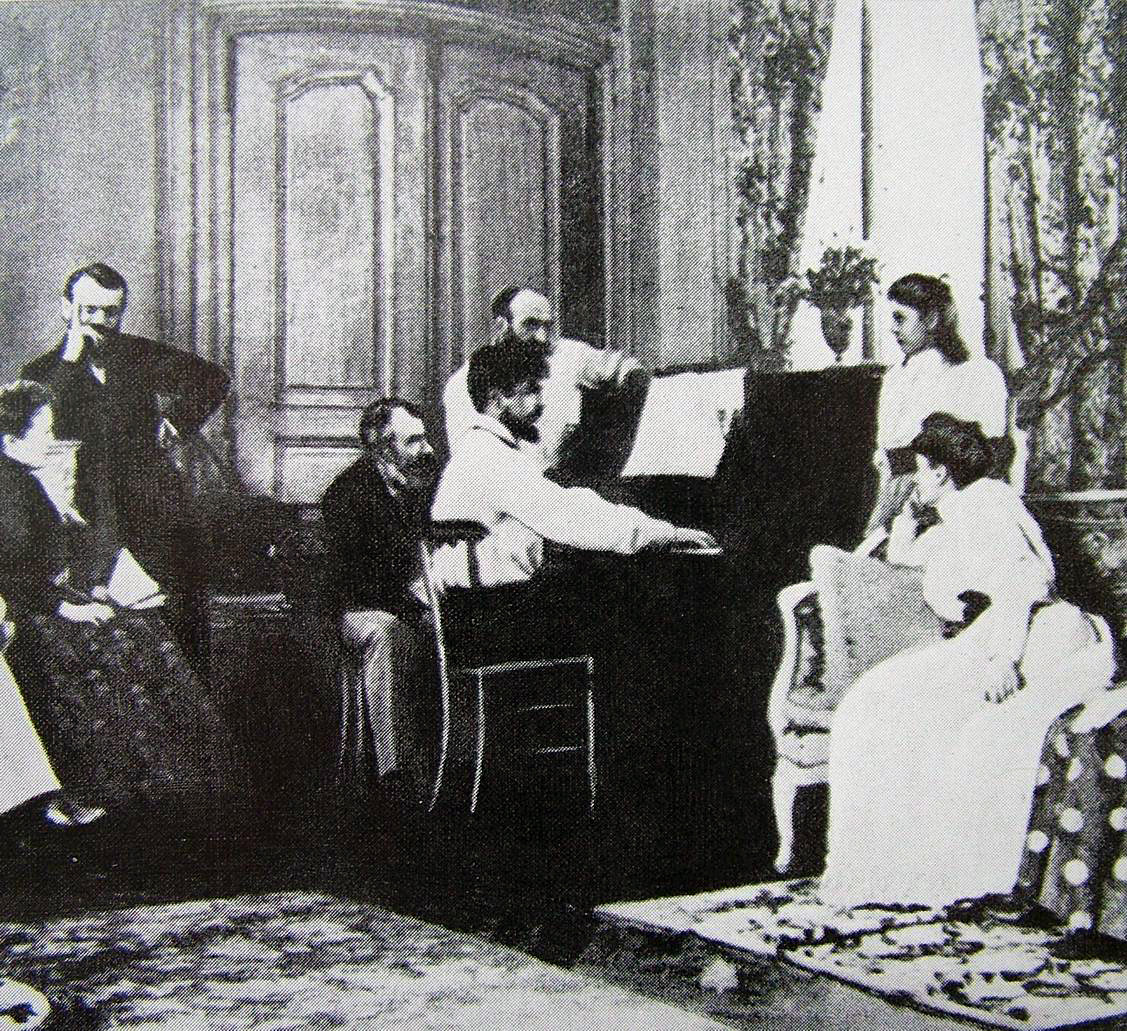
Дебюсси в салоне Эрнеста Шоссона играет оперу «Борис Годунов» Мусоргского. 1893 год. (Шоссон стоит за Дебюсси)

Весьма важное место в жизни и творчестве Эрнеста Шоссона занимает его знакомство и приятельские отношения в начале 1890-х годов с двумя молодыми музыкантами, определившими музыкальный облик Франции на будущую четверть века: Клодом Дебюсси и Эриком Сати. При сравнительно небольшой разнице в возрасте, для Дебюсси он сразу же стал старшим другом и отчасти — наставником. Более того, Дебюсси, именно в те времена порвавший с музыкальной академией и оставшийся практически в полной изоляции, рассчитывал на его личную поддержку, связи и, возможно, даже меценатскую помощь.

«…и все ваши наставления всегда будут мне только приятны; разве в некотором роде вы не мой старший брат, которому я во всём доверяю, кто имеет право меня выбранить; и не сердитесь, если мне пока ещё не удалось вам угодить, поверьте, что ваши упрёки огорчили бы меня настолько, что нет ничего такого, чего бы я не сделал, только бы их не заслужить…»— (Клод Дебюсси, из письма Э.Шоссону от 26 апреля 1893 года)
К сожалению, этой дружбе не удалось осуществиться вполне, хотя Шоссон содействовал во многих издательских и концертных проектах Дебюсси, а также, в результате — сам попал под влияние молодого яркого композитора и его первых импрессионистических сочинений. В особенности восхищал Шоссона «Послеполуденный отдых фавна», который он слышал ещё в набросках и в фортепианном исполнении самого Дебюсси. Влияние импрессионизма заметно во всех поздних сочинениях Шоссона, особенно в уже упомянутой «Поэме для скрипки с оркестром», а также в симфонической поэме «Праздничный вечер», «Непрерывной песне» для сопрано с оркестром и во многих фортепианных и вокальных сочинениях 1890-х годов, где стиль Шоссона становится значительно более красочным, а письмо — иногда совсем импрессионистски-прозрачным. После обозначения Клодом Дебюсси своей новой, неистово антивагнеровской позиции, его отношения с Эрнестом Шоссоном несколько охладевают.
Отдельную главу составляет дружеское участие Эрнеста Шоссона в судьбе Эрика Сати. Занимая должность генерального секретаря Национального Совета французской Музыки, он лично подписал к исполнению в концерте национального Общества музыки, (зал Эрар, 20 февраля 1897) восхитившие его своей изысканной простотой две «Гимнопедии» Сати в оркестровке Клода Дебюсси. Это было первое исполнение сочинений Эрика Сати большим симфоническим оркестром, ставшее единственным — на долгие двадцать лет. Как позднее вспоминал дирижёр Гюстав Доре, «я видел, как после исполнения „Гимнопедий“ две крупные слезы скатились по щекам улыбающегося Сати…» Сам Эрик Сати, обидчивый и желчный человек, от которого весьма трудно было услышать о ком-то хорошее слово, вспоминал имя Эрнеста Шоссона с неизменной благодарностью и спустя долгие годы:

«…Прошу Вас тепло поблагодарить членов Комитета Национального Общества музыки за самый братский приём, оказанный ими моим маленьким игрушкам. За последние двадцать лет — это второй раз, когда моё имя появляется в общей программе Музыкального Общества. Первый раз (20 февраля 1897) я был обязан этим чудесной поддержке блистательного Клода Дебюсси, а также изысканного и искренне оплакиваемого Эрнеста Шоссона… Это из тех вещей, которые не забываются»…— (Эрик Сати. Письмо Гюставу Самазёю, 7 апреля 1913)
Шоссон очень любил путешествовать, делал это часто, со вкусом и шиком. За пятнадцать лет он объездил практически всю Европу от Чехии до Испании, но особенно он был привязан к маленькому итальянскому городку Фьезоле, где часто отдыхал и много сочинял. Не менее часто посещал Шоссон и Брюссель, где его музыка (равно, как и сочинения Венсана д’Энди) встречала значительно более тёплый прием, чем в родном Париже. Многие премьеры крупных сочинений Шоссона произошли именно в Брюсселе.
Друзья, знакомые и завистники часто называли Шоссона «счастливчиком». И в самом деле, почти во всех делах ему сопутствовала удача, и сам по себе он был человеком счастливого нрава. Однако, так продолжалось только до поры до времени. В один прекрасный момент его жизни фортуна от него внезапно отвернулась. Эрнест Шоссон трагически и нелепо погиб 10 июня 1899 в момент наивысшего расцвета своих творческих сил и энергии. Ему было всего 44 года. Катаясь на велосипеде в своём имении в Лиме (департамент Сены и Уазы) он слишком сильно разогнался на спуске под горку, не справился с управлением, врезался в кирпичную стену, ударившись головой, повредил шейные позвонки и скончался на месте. Эрнест Шоссон похоронен в семейном склепе на кладбище Пер Лашез в Париже.

## Краткий очерк творчества

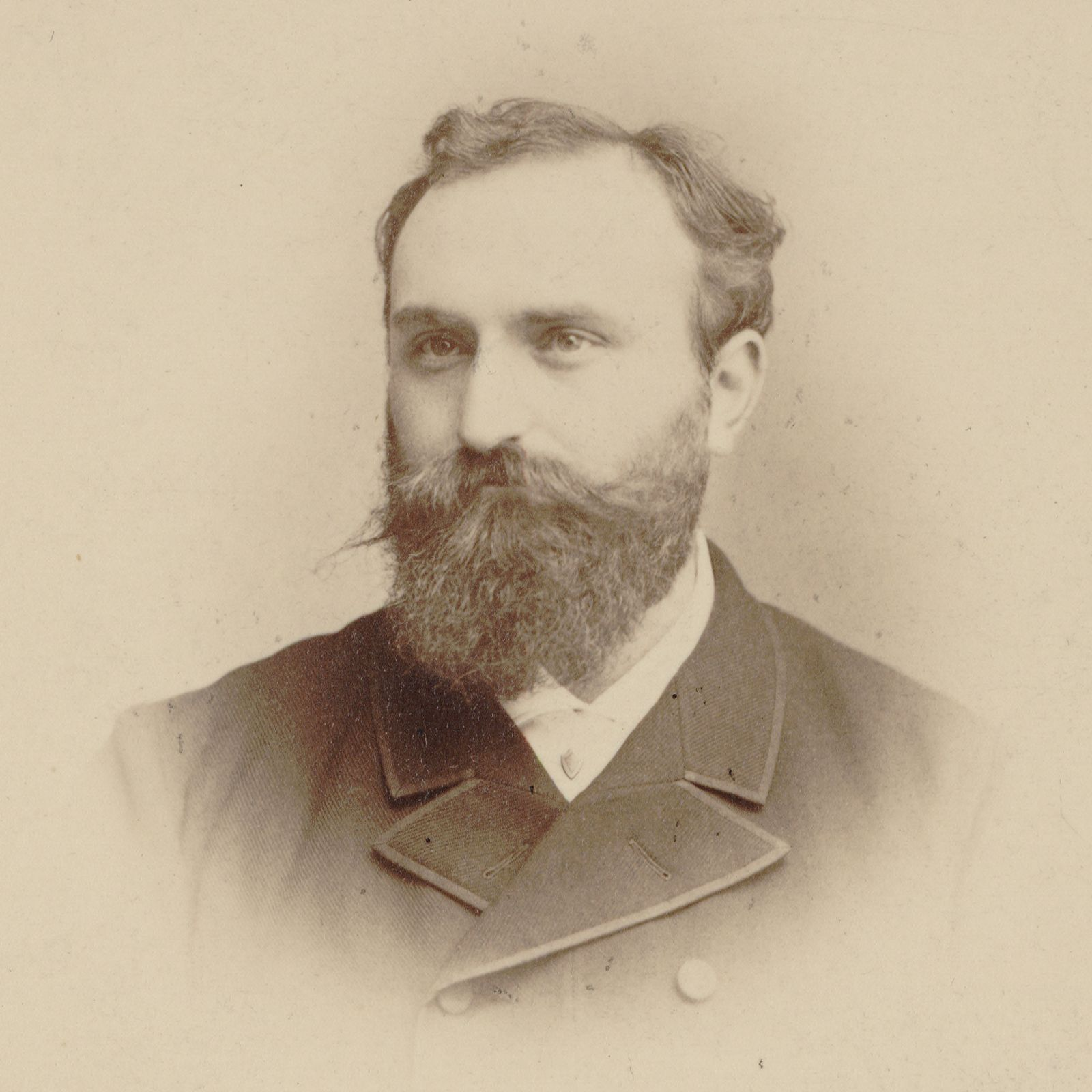
Эрнест Шоссон, с почтовой фотокарточки П.Фруа, (около 1885 года)

Список сочинений Шоссона не очень велик. Даже для своей не слишком длинной жизни он написал не так много. В целом музыкальный архив Эрнеста Шоссона включает 39 опусов опубликованных произведений и ещё примерно столько же неопубликованных, большинство из которых представляют собой малые и камерные формы. Примерно две трети сочинений Шоссона — это песни для голоса в сопровождении фортепиано, различных ансамблей, а также в оркестровом сопровождении. Можно сказать, что Шоссон по природе своей органически вокальный композитор.
Творчество Эрнеста Шоссона можно условно разделить на три периода, отличающихся по стилю и тому преобладающему влиянию, которое он испытывал на себе в то время. Первый период, условно до 1886 года, характеризуется очень французским, лёгким характером музыки и гибкими мелодиями в духе первого учителя Шоссона, Жюля Массне. Второй период включает в себя примерно восемь лет после 1886 года, когда в творчестве Шоссона преобладает влияние музыки Рихарда Вагнера и Цезаря Франка. Музыка Шоссона в эти годы становится более драматической, напряжённой, а гармонический язык значительно более острым и густым. И третий период можно отсчитывать примерно с 1893 года, когда Шоссон достаточно тесно общается с Клодом Дебюсси, в его произведения проникают черты стиля импрессионизма, фактура становится более прозрачной, а гармонический язык более изысканным. Эти тенденции усиливаются после смерти отца (1894 год), когда под влиянием личных переживаний Эрнест Шоссон сильнее соприкасается с поэзией французских символистов и проникается психологизмом русской литературы (в особенности Достоевского и Льва Толстого).
В целом творчество Шоссона, как вариант позднего романтизма располагается между двумя стилистическими и временными полюсами в промежутке между Массне и Брамсом с одной стороны — и Вагнером, Франком и Дебюсси с другой. Однако, никакое творчество не может быть определено только сферой стиля и влияния. Прежде всего — глубокий лиризм, искренность, яркая оригинальная интонация высказывания и прямое обращение к слушателю — вот что делает его лучшие произведения узнаваемыми и исполняемыми до сих пор. Очень точно высказался об этом свойстве его творческого стиля Морис Равель, не только не друживший с Эрнестом Шоссоном при его жизни, но и тем более не сочувствующий и даже враждебный эстетике и творческим идеалам всего кружка Франка:

«…Совсем иной является „Поэма Любви и Моря“ Эрнеста Шоссона. С самого начала изложения основных тем, гармония и мелодия слиты воедино. От них исходит самое нежное очарование. К счастью, сохраняешь воспоминание о нём во всё время ненужных и неуклюжих разработок, звукового хлама, обессиливающего столь музыкальное произведение. Оркестр, подчас несколько перегруженный, но всегда обаятельный, передаёт с самым тонким пониманием обрисованные поэтом пейзажи… …Но к чему искать несовершенства в произведении, которое меня глубоко очаровало? Да, но зачем понадобилось, чтобы я стал профессиональным критиком?..» — (Морис Равель, «Концерты Лямурё», Revue musicale S.I.M., 15 февраля 1912 г.)
Как убеждённый участник кружка Франка, Эрнест Шоссон в своём творчестве нёс многие черты, общие для своих единомышленников. Стиль и музыкальный язык для верных адептов этого объединения являлся своеобразным «паспортом» для определения «комплекса соответствия», знак почти идеологического значения. Драматические (полные звукового хлама) разработки и подробно выписанная хроматическая гармония (знак принадлежности к последователям Вагнера) должны были сказать за автора, кто он, каких взглядов придерживается и к какому кружку принадлежит. Все эти свойства в полной мере можно обнаружить прежде всего в его крупных сочинениях, таких, как уже упомянутая «Поэма Любви и Моря» для голоса с оркестром (написанная в 1882-90 годы и ещё дополнительно переработанная в 1893), наиболее известная по сей день «Поэма для скрипки с оркестром» (1896), и «Симфония» си-бемоль мажор (1889-90). Свою единственную оперу «Король Артюс» (написанную на собственное либретто в 1895 году и впервые поставленной уже после смерти, в Брюсселе, 1903 год) Шоссон построил на классической вагнеровской системе лейтмотивов, что безусловно означало также приверженность однажды избранной школе. Несмотря на появление новых ярких течений, таких как импрессионизм и знакомство с молодыми музыкантами, ищущими новых, свободных от влияния путей, Эрнест Шоссон до конца жизни сохранил верность байройтским идеалам и принципам.

«Вагнер не только нашёл ту форму, которая лучше всего подходила к характеру его гениальности, он был инициатором, по-новому ориентировавшим театр. Драматургическая революция, осуществлённая им, носит слишком широкий характер, чтобы оставаться обособленной, без значения и последствий для будущего». — (Эрнест Шоссон. «На премьеру оперы Фервааль» 1897 г.)
Эрнест Шоссон считается первым композитором, использовавшим новый на тот момент инструмент челесту в серьёзной академической музыке. В декабре 1888 года состоялась премьера пьесы Шекспира «Буря» во французском переводе Мориса Бушо. Музыку для этого спектакля написал Шоссон. Пять небольших пьес во время этого спектакля исполнял камерный ансамбль, состоящий из семи инструментов (септет): флейты, скрипки, альта, виолончели, арфы и челесты, которые аккомпанировали женскому голосу. Спустя три года после Эрнеста Шоссона челесту блистательно использовал Чайковский в симфонической поэме «Воевода», а затем и в «Щелкунчике».
Начиная с самых первых опытов, весьма значительное место в творчестве Шоссона занимают песни и вообще произведения с участием голоса. Их общее количество превосходит всё остальное, написанное Шоссоном. Особенно важным для него было искусство просодии, он ставил перед собой задачу добиться полного соединения голоса, поэтического текста и инструментального сопровождения и достигал впечатляющих результатов, оставаясь в своих произведениях глубоко естественным и обаятельным композитором. До сих пор вокальные произведения Шоссона охотно исполняются французскими и франкоязычными исполнителями.
Переживший Шоссона более чем на тридцать лет, его старший товарищ, учитель и друг Венсан д’Энди безусловно выделял его из всего круга последователей Франка и ставил его на почётное первое место:

«…Благодаря прилежному изучению вагнеровских партитур наши музыканты, вооружённые хорошим знанием классических традиций избежали ловушек, расставленных на их пути коммерсантами от искусства. Сосредоточив свои усилия для достижения общей цели, они смогли в течение примерно сорока лет удерживать на большой высоте симфоническое искусство нашей страны… А если говорить о наиболее значительных произведениях камерной музыки, в которых на французский вкус к пропорциям и уравновешенности смог смягчить крайности вагнеровского духа, то вот — …концерт и секстет Эрнеста Шоссона и особенно его квартет с фортепиано, где не знаешь, чем больше восхищаться — богатством письма или благородством музыкального материала…»— (Vincent d’Indy. Richard Wagner et son influence sur l’art musical français. Paris, 1930)
В своем творчестве Эрнест Шоссон был скорее не новатором, а завершителем, он как бы подводил итоги и ставил черту позднеромантического стиля и доводил до тонкого совершенства искусство своих предшественников. В своих произведениях он был чужд крайностей и эмоциональных всплесков, неизменно отдавая предпочтение глубокому лиризму, изысканности выражения и отточенной форме. Его музыка занимает своё особое историческое место между драматическим, проникнутым мистикой романтизмом Вагнера и Франка и — воздушным импрессионизмом Дебюсси.

## Краткий обзор сочинений

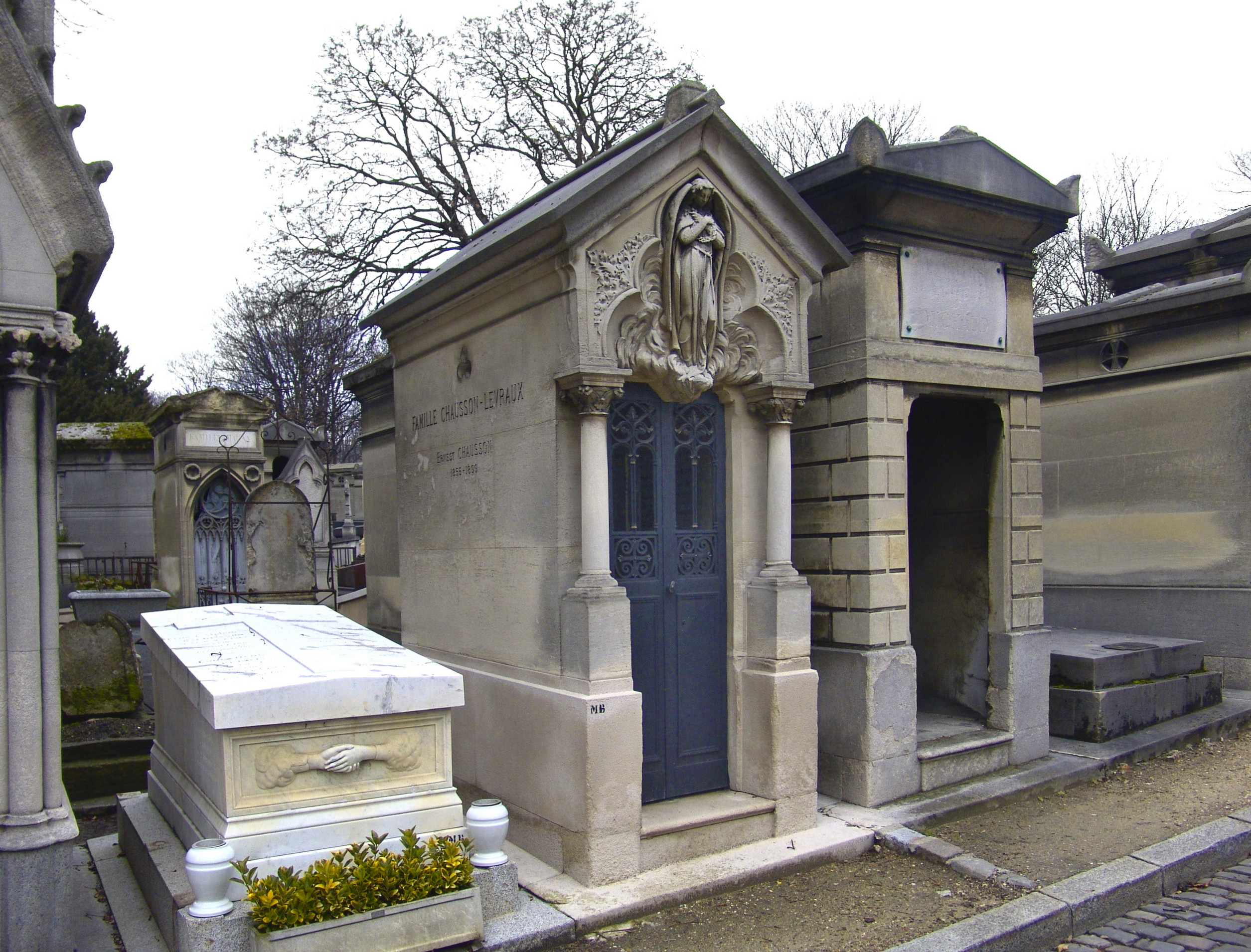
Семейный склеп Шоссонов, Париж, кладбище Пер Лашез

Эрнест Шоссон написал очень мало чистой оркестровой музыки — всего четыре партитуры. Наиболее известной и исполняемой из них является Поэма для скрипки с оркестром, ор. 25 (1896 год), которая заняла прочное место в скрипичном репертуаре и вообще является на данный момент самым исполняемым произведением Шоссона. Единственная завершённая симфония Шоссона — си-бемоль мажор, op. 20 (1889-1890). Также из чистой симфонической музыки можно назвать симфоническую поэму «Праздничный вечер» ор. 32 (1897-98).
Из произведений для голоса (или голосов с оркестром) можно выделить симфоническую поэму «Вивиан» ор. 5 (1882); «Ведические гимны» для четырёх голосов с оркестром на слова Леконта де Лиля, ор. 9 (1886); «Поэму Любви и Моря» для голоса с оркестром на стихи Мориса Бушо, ор. 19 (1882—1892) и «Непрерывную песню» для сопрано и оркестра на слова Шарля Кро, ор. 37 (1898).
Из сценических произведений Шоссона прежде всего следует назвать единственную оперу «Король Артюс» (лирическая драма в трёх актах), ор. 23 (1866—1895), единственный раз за XX век поставленную в Брюсселе, в 1903 году. Кроме того, его руке принадлежит неоконченная лирическая комедия на либретто Альфреда де Мюссе «Капризы Марианны», ор. 4 (1882-84); «Елена», также неоконченная лирическая драма в двух актах на либретто Леконта де Лиля, ор. 7 (1883-84); музыка к пьесе Шекспира «Буря» в переводе Мориса Бушо ор.18 (1888); музыка к драме Аристофана «Птицы» (1889) и «Легенда о Святой Чечилии» на слова Бушо, ор. 22 (1891).
Среди камерных сочинений Шоссона выделяется трио соль минор, ор. 3 (1881), концерт ре мажор для фортепиано, скрипки и струнного квартета, ор. 21 (1889—1891), фортепианный квартет ля мажор, ор. 30 (1897), и незаконченный струнный квартет до минор, ор. 35 (1899), сочинение которого было прервано смертью.
Наибольшую часть творческого наследия Шоссона занимают вокальные произведения, чаще всего песни для голоса и фортепиано. Вот лишь некоторые из них: «Альбатросы», на слова Шарля Бодлера (1879); семь мелодий ор.2 на стихи разных поэтов (1879-1882); четыре мелодии на слова Мориса Бушо ор.8 (1882—1888); два дуэта на слова Теодора де Банвиля и Оноре де Бальзака ор.11 (1883); «Проклятая смерть» на слова Решпи (1884); «Эпиталама», на слова Бушо (1886); «Караван» песня на стихи Готье ор.14 (1887); «Serres chaudes» цикл песен на стихи Мориса Метерлинка ор.24 (1893—1896); песни из Шекспира ор.28 (1890—1897); «Баллада» на стихи Данте для четырёх голосов ор.29 (1896—1897); «Морские паломники пресвятой Девы», на слова Фарга (1898); две поэмы Верлена ор. 34 (1898) и многие другие.
Отдельную весомую часть творческого наследия Эрнеста Шоссона представляют собой религиозные (чаще всего, хоровые) сочинения. Работа в этом жанре (чаще всего с участием «церковного» органа) — типичная традиция школы Франка. Однако Шоссон нередко идёт дальше своего учителя и вводит в состав исполнителей типично колористические, «светские» инструменты (арфа, рояль, скрипка) и более богатую, импрессионистическую гармонию. Некоторые из культовых сочинений Шоссона указаны ниже: «O salutaris» для органа, фортепиано и арфы (1879); Два мотета для голосов, скрипки и органа ор.6 (1883); Три мотета для четырёх голосов, виолончели, арфы и органа ор.12 (1886); «Tantum ergo» для голоса, органа, скрипки и арфы (1891).
И последнюю часть композиторского архива Шоссона составляют пьесы для фортепиано. Их совсем немного, однако, они часто представляют собой прямую, эскизную форму высказывания и чистую, ничем не украшенную форму существования стиля Шоссона. Среди них: Сонатины для фортепиано в четыре руки (1878); Военный марш (1884); Несколько танцев ор.26 № 1-4 (1896) и «Пейзаж» для фортепиано ор.38 (1895).